# 萧掞
萧掞，平远人，是一名清朝政治人物。
萧掞曾于乾隆八年接替曹显庚任兴化府知府一职，乾隆十一年由灏善接任。